# جورج براون (سرباز)
جورج براون (روسی: Юрий Юрьевич Броун؛ ۱۵ ژوئن ۱۶۹۸ – ۱۸ فوریه ۱۷۹۲) یک سرباز ثروتمند ایرلندی بود که برای ارتش روسیه خدمت میکرد. وی در سال ۱۷۷۵ میلادی به دستور کاترین دوم فرماندار استونی شد. در زمان وی دولت استانی لیوونی تشکیل شد، براون تلاش کرد تا زندگی مردم بهبود یابد اما با مخالفت مالکین آلمانی بالتیک روبه‌رو شد، با این حال وی به تکمیل زیرساخت‌های منطقه پرداخت که نمونه آن پل سنگی تارتو است که در سال ۱۷۸۴ ساخته شده‌است. 
وی در حالی در ۹۴ سالگی درگذشت که پیرترین فردی بوده است که بر استونی حکومت کرده‌است.